# Invasion of the Bane
"Invasion of the Bane" es el primer episodio de The Sarah Jane Adventures, una serie de televisión  británica de ciencia ficción sobre una mujer llamada Sarah Jane Smith (Elisabeth Sladen). Se emitió el 1 de enero de 2007 y aunque está escrito como un episodio piloto, no lo está. Esto se debe a que se acordó una serie antes de que se escribiera el episodio piloto.
En este episodio, una joven llamada Maria Jackson descubre extraterrestres. Cuando descubre que una raza alienígena llamada los Bane ha creado una bebida que puede controlar las mentes de la gente, decide unirse a Sarah Jane Smith, una periodista, para detenerlos.

## Argumento

### Sinopsis
Este episodio comienza con Maria Jackson (Yasmin Paige) y su padre divorciado, Alan Jackson (Joseph Millson), mudándose a la casa frente a Sarah Jane Smith. Esa noche, una luz brillante, que viene de la casa de Sarah Jane despierta a María. María decide averiguar qué es y descubre que se trata de un extraterrestre llamado Poeta de las Estrellas.
A la mañana siguiente, su amiga y vecina, Kelsey Hooper (Porsha Lawrence Mavour) la invita a ir a la jornada de puertas abiertas del Bubble Shock. Se suben al autobús gratuito Bubble Shock y los llevan a la fábrica. Cuando llegan, un guardia los lleva a un escáner de seguridad. El escáner toma su ADN y lo transfiere al "arquetipo" (Thomas Knight) mientras es observado por la Sra. Wormwood (Samantha Bond).
Sarah Jane ha escuchado los planes de las niñas y decide seguirlos. Cuando está en la fábrica entrevista a la Sra. Wormwood. Le pregunta cómo se ganó la aprobación de su bebida tan rápidamente y por qué no pudo analizar "Bane", un ingrediente que sólo se encuentra en Bubble Shock. La Sra. Wormwood dice simplemente que Bubble Shock satisface las necesidades del mundo occidental. Luego echa a Sarah Jane. Sarah Jane casi es asesinada por una secretaria de la Sra. Wormwood.
Kelsey se aburre y sale de la gira para llamar a su amiga, pero molesta a la madre de Bane. La Sra. Wormwood le dice a su personal que no toque ninguna sirena y que mate a Sarah Jane Smith. Cuando María intenta llamar a Kelsey, activa más alarmas. Estas alarmas hacen que el Arquetipo escape. Mientras María se escapa, se tropieza con el Archetpye y lo lleva a la seguridad del baño de mujeres. Sólo puede imitarla. Sarah Jane los encuentra y los ayuda a escapar. Cuando están en casa, Sarah Jane le advierte a María que no la siga porque su vida es demasiado peligrosa.
Mientras tanto, los guardias de la fábrica están hablando con Kelsey. Ella se queja de su tratamiento y para callarla, la Sra. Wormwood revela su verdadero cuerpo alienígena. Entonces descubre que Kelsey y Sarah Jane viven en la misma calle y, por lo tanto, le dice a su relaciones públicas (Jamie Davis) que lleve a Kelsey a casa. María entonces se da cuenta de que los Bane saben de Sarah Jane y el PR revela su verdadero cuerpo también, persiguiendo a María, Sarah Jane y Kelsey en la casa de Sarah Jane.
Después de parar el PR, Sarah Jane lleva a los niños a su ático y les dice la verdad. Ella les dice que los extraterrestres existen y luego, hace años, conoció a un hombre maravilloso llamado "El Doctor". Viajó en el Tiempo y el Espacio pero entonces, las aventuras se detuvieron y ella regresó a la Tierra. Ella les dijo que por accidente, ella y el Doctor se encontraron de nuevo y ella descubrió que todavía le gustaba. 
Sarah Jane Smith finalmente entiende que el ingrediente era sensible y llama a la Sra. Wormwood y le pide que abandone la Tierra. Pero la Sra. Wormwood se niega y utiliza Bubble Shock para controlar a la mayoría de la raza humana. Sarah Jane irrumpe en la fábrica inmediatamente empujando el autobús contra la pared y la Madre Bane es revelada. Ella explica que hizo el Arquetipo con el ADN de diferentes personas y que el Arquetipo es el ser humano perfecto. El arquetipo utiliza la tecnología Bane para rescatar a la banda y para hacer explotar la fábrica.
Más tarde, Sarah Jane acepta adoptar el Arquetipo y deciden llamarlo "Luke" porque Sarah Jane dijo que si alguna vez tuviera un hijo, lo llamaría "Luke". El episodio termina con Sarah Jane diciéndonos que si buscamos lo suficiente, podríamos encontrar extraterrestres.

### Continuidad
- La Sra. Wormwood aparece en el episodio Enemy of the Bane de la serie 2.

## Producción

### Elisabeth Sladen en Doctor Who
Elisabeth Sladen interpretó a Sarah Jane Smith en Doctor Who entre los años 1973 y 1976. Tocó junto a Jon Pertwee (The Third Doctor) y Tom Baker (The Forth Doctor). La BBC quería que volviera para tener más aventuras con los doctores cuarto y quinto, pero ella se niega. Sin embargo, accedió a protagonizar el Especial, Los Cinco Doctores. También accedió a protagonizar un episodio de la serie K-9 y Compañía. Se tomó un descanso de la actuación para criar una familia, pero regresó en el episodio de 2006 School Reunion protagonizada por David Tennant como el Décimo Doctor. Y luego ella y Thomas Knight protagonizaron el final de la Serie Cuatro, The Stolen Earth/Journey's End. Las aventuras de Sarah Jane ya no están en curso y la transmisión final fue el 18 de octubre de 2011.

## Emisión
El 8 de diciembre de 2008, la primera escena de este episodio fue mostrada en la BBC Breakfast y en línea, en el Calendario de Doctor Who Advent. El vídeo mostraba a Sarah Jane entrevistando a la Sra. Wormwood.
Cuando el episodio se emitió por primera vez, recibió 2,9 millones de espectadores, el 15% de la audiencia, de los cuales el 20% tenía menos de 16 años, pero perdió en una proyección de Chitty Chitty Bang Bang en ITV1.

## Otros sitios web
- Página de Sarah Jane Adventures

- Datos: Q55421921